# 玄叡
玄叡（げんえい、生年不詳 - 承和7年（840年））は、平安時代前期の三論宗の僧。出自については不詳である。
大安寺安澄に三論教学を学び、その後は奈良西大寺に住した。826年（天長3年）権律師に任じられ、翌827年（天長4年）には宮中薬師如来像慶讃の法座で宗義を講じ律師に任じられた。830年（天長7年）淳和天皇の命による天長六本宋書の一つとして、三論宗を代表して「大乗三論大義鈔」を撰述し、その中では主に当時三論宗に対して攻勢にあった法相宗の宗義を論破しながら三論宗義を展開した。